# 韌鰕虎魚
韌鰕虎魚（学名：Lentipes armatus）为輻鰭魚綱鱸形目鰕虎魚科的其中一種。

## 分布
本魚分布於亞洲琉球群島及臺灣半淡鹹水的半淡鹹水水域。

## 特徵
本魚體延長，前部圓筒狀，後部側扁，頭部極縱扁，腹側平直，上頷較前突，上唇前方具明顯缺刻，體被中大櫛鱗，前背無鱗，腹鰭癒合成有力之吸盤，體色呈淡紫色，雄魚吻端及腹面成亮青綠色，背鰭灰茶色，第二背鰭基底具有一小圓斑。雌魚體側具一淡灰色縱線，各鰭透明無色，背鰭硬棘6枚，背鰭軟條10枚，臀鰭硬棘1枚，臀鰭軟條10枚。

## 生態
本魚棲息在流動快速的溪流，屬廣鹽性魚類，屬肉食性。

## 經濟利用
可作為食用魚。